# Hipparchia pisistratus
Hipparchia pisistratus är en fjärilsart som beskrevs av Hans Fruhstorfer 1908. Hipparchia pisistratus ingår i släktet Hipparchia och familjen praktfjärilar. Inga underarter finns listade i Catalogue of Life.